# Samuel Augustus Barnett
Samuel Augustus Barnett, född 8 februari 1844 i Bristol, England, död 17 juni 1913, var en brittisk präst och filantrop.
Som präst i fabrikskvarteret Whitechapel i London verkade Barnett med sin hustru för dess fattiga befolkning. De och deras vänner uppförde här i början av 1880-talet Toynbee Hall, uppkallad efter medarbetaren Arnold Toynbee. Här hölls föredrag, kurser och konserter för kvarterets befolkning. Toynbee Hall är det första av de många "settlements" som sedan grundades i Storbritannien och blev en betydelsefull arbetsform för social verksamhet; med framgång prövades metoden senare i andra länder. Barnett förestod Toynbee Hall till 1906, då han förflyttades till Westminster Abbey. Teologiskt tillhörde han närmast "broad church" inom anglikanska kyrkan. Tillsammans med sin hustru skrev Barnett Practicable socialism (1888, 2:a upplagan 1894).